# Хамдамов, Бобомурод
Бобомурод Хамдамов (узб. Bobomurod Hamdamov; 4 марта 1940, Чарджоу, Туркменская ССР, СССР — 2 сентября 2024) — советский узбекский и туркменский певец, народный артист Узбекской ССР, Туркменской ССР и Республики Каракалпакстан. Хофиз, классик узбекской эстрады.

## Биография
Бомурод Хамдамов родился в 1940 году в городе Чарджоу Туркменской ССР. С детства любил петь. Исполнял народные песни на 4-х языках: узбекском, туркменском, таджикском и индийском языках.
Умер 2 сентября 2024 года в возрасте 84 лет.

## Юбилеи
В 2010 году Узбекистан широко отпраздновал два юбилея Хамдамова: 50 лет творчества и 70 лет со дня рождения.

## Награды и звания
- Орден «Дустлик» (27 августа 2020) — за особые заслуги в повышении научного, интеллектуального и духовного потенциала нашего народа, развитии сфер образования, культуры, литературы, искусства, физической культуры и спорта, достойный вклад в укрепление независимости Родины, обеспечение прогресса, мира и социально-духовной стабильности в стране, а также многолетнюю плодотворную общественную деятельность[2]
- Народный артист Узбекской ССР
- Народный артист Туркменской ССР
- Народный артист Республики Каракалпакстан
- Народный хофиз Узбекистана

## Международное признание
Хамдамов очень дружил с великим Раджем Капуром. Встречался с ним на кинофестивалях в Москве (в 1967 году) и Ташкенте.
Концерты Бобомурода регулярно с аншлагом проходят в Туркмении, Таджикистане.

## Общественное признание
Творчество Песни Бобомурода Хамдамова вошли в «золотой фонд» узбекского искусства. Песни Бобомурода Хамдамова пользуются популярностью и слушают поклонники творчества во многих странах мира. Одними из самых популярных песен в творчестве хофиза являются песни «Ким Экан» и «Лазги».

## Жертва мошенников
В сентябре 2020 года дочь Хамдамова обманным путём присвоила дом родителей и автомобиль. Бобомурод Хамдамов и его супруга стали жертвами мошеннических действий своей дочери. Но оказалось, что информация ложная. Во всем была замешана невеста (жена младшего сына), которая спровоцировала интриги между дочерью и родителями и тем самым опозорила всю семью Хамдамовых. С декабря 2022 года Хамдамов Бобомурад жил вместе с дочерью. Мать умерла от рук невесты.

## Немилость властей
Бобомурод долгое время был в числе «нежеланных» артистов.
В сентябре 2016 года врио Президента Узбекистана Мирзиёев вернул на сцену опальных узбекских звёзд, в том числе и Хамдамова.